# Base General Bernardo O'Higgins
La base General Bernardo O'Higgins est une des principales bases antarctiques chiliennes, située dans la région de Magallanes et de l'Antarctique chilien. Elle a été nommée ainsi en l'honneur du héros de l'indépendance chilienne Bernardo O'Higgins.
Elle se situe dans la péninsule Antarctique, sur l'îlot Isabel Riquelme, dont les coordonnées sont 63° 19′ 15″ S, 57° 53′ 55″ O, à une altitude de 10 mètres. Elle fut inaugurée le 18 février 1948 par le président Gabriel González Videla. Il s'agit de l'une des bases antarctiques les plus anciennes.
Pendant l'hiver, sa population atteint les 18 personnes, en majorité des militaires. C'est entre les mois de décembre et février, que le nombre maximum d'habitants est atteint, ce nombre peut monter jusqu'à 44, bien que la base ait une capacité maximale de 60 habitants. La base appartient à l'Ejército de Chile.
La base General Bernardo O'Higgins est considérée comme la capitale de la commune d'Antártica, qui fait partie de la province de l'Antarctique chilien. Son nom civil est Puerto Covadonga.

## Pandémie de Covid-19
C'est dans cette base militaire que, le 21 décembre 2020, sont déclarés les premiers cas de malades atteints de la Covid-19 sur le continent antarctique. La base militaire devient rapidement un foyer de contagion.